# Ann Johnson
Annette Elizabeth Johnson (nacida el 13 de agosto de 1974), más conocida como Ann Johnson, es una abogada y política estadounidense. Ella representa al Distrito 134 de la Cámara de Representantes de Texas desde 2021. Es miembro del Partido Demócrata y y también es profesora adjunto de derecho en el South Texas College of Law Houston.

## Carrera
Al principio de su carrera jurídica, Johnson trabajó como abogada de los políticos Mike Martin, Craig Eiland y Jack Brooks. Johnson también trabajó en la Oficina de Asuntos Legislativos durante la administración Clinton y en la Oficina del Fiscal de Distrito del Condado de Harris.
Johnson defendió con éxito el caso de una menor acusada de prostitución en el caso In re BW de 2010, en el que la Corte Suprema de Texas determinó que la clienta de Johnson no había cometido un delito porque no podía consentir legalmente tener relaciones sexuales.
En 2020, fue elegida para representar al Distrito 134 en la Cámara de Representantes de Texas, sucediendo a la entonces titular republicana Sarah Davis. Johnson obtuvo el 52% de los votos y asumió como representante el 12 de enero de 2021. Ella apoya las inversiones en educación pública, el derecho al aborto, la expansión de Medicaid y la regulación de armas.
Durante la sesión 2022-2023, Johnson fue vicepresidenta del Comité de Investigación General de la Cámara de Representantes, que dirigió dos investigaciones de alto perfil esa sesión, primero contra el representante estatal Bryan Slaton, quien renunció y luego fue expulsado de la Cámara el 9 de mayo de 2023 por proporcionar alcohol y tener relaciones sexuales con una asistente legislativa de 19 años, y luego contra el fiscal general de Texas Kenneth Paxton, quien fue acusado por la Cámara el 27 de mayo de 2023 por veinte artículos que involucraban fraude de valores, abuso de poder y represalias contra denunciantes. Johnson fue nombrado uno de los doce miembros de la Cámara que servirán como administradores durante el juicio político de Paxton en el Senado de Texas.

## Vida personal
Johnson es la hija del exrepresentante estatal Jake Johnson y de la exjueza Carolyn Marks Johnson. Johnson se identifica como lesbiana y se casó con la artista Sonya Cuellar en 2015 después de la legalización del matrimonio igualitario en Texas tras el caso Obergefell contra Hodges. Tienen 3 perros de rescate.